# Ghánai földirigó
A ghánai földirigó (Geokichla princei)  a madarak osztályának verébalakúak (Passeriformes) rendjébe és a rigófélék (Turdidae) családjába tartozó faj.

## Rendszerezése
A fajt Richard Bowdler Sharpe angol ornitlógus írta le 1873-ban, a Chamaetylas nembe Chamaetylas princei néven. Sorolták  a Zoothera nembe Zoothera princei néven is.

## Alfajai
- Geokichla princei batesi (Sharpe, 1905) - Nigéria délkeleti része, Kamerun délnyugati része és onnan keletre egészen Uganda nyugati részéig
- Geokichla princei princei (Sharpe, 1874) - Sierra Leone, Libéria, Elefántcsontpart és Ghána [2]

## Előfordulása
Afrika középső részén, Kamerun, a Kongói Demokratikus Köztársaság, Elefántcsontpart, Gabon, Ghána, Libéria, Sierra Leone és Uganda területén honos.
Természetes élőhelyei a szubtrópusi vagy trópusi síkvidéki esőerdők és lombhullató erdők. Állandó, nem vonuló faj.

## Megjelenése
Testhossza 22 centiméter, testtömege 59–83 gramm.

## Életmódja
Gerinctelenekkel, főleg földigilisztákkal, csigákkal, százlábúakkal és rovarokkal táplálkozik.

## Természetvédelmi helyzete
Az elterjedési területe nagyon nagy, egyedszáma viszont csökken, de még nem éri el a kritikus szintet. A Természetvédelmi Világszövetség Vörös listáján nem fenyegetett fajként szerepel.